# Мокраћа
Мокраћа или урин, колоквијално пишаћа, јесте течна отпадна материја, која је производ деловања бубрега током процеса филтрације крви. Из тела излази помоћу процеса који се назива мокрење. 
Већина хемијских састава који долазе у контакт са организмом могу се детектовати у мокраћи, као и неки биолошки састави који могу бити показатељи здравственог стања у организму.
Мокраћа се принципално састоји од воде и уреае. Други битни састојак мокраће је креатинин, који се дозира у крви и у мокраћи како би се оценио рад бубрега. Овај метод се утврђује клеренсом кретинина, који утврђује да ли пацијент има проблем са бубрезима, као и стадијум болести.

## Производња
Крв из артерије улази у бубрег кроз бубрежне артерије, артеробуларне артерије све до афернентну артериолу да би се на крају нашла у самом средишту бубрега: гломерула, који се налази унутар нефронима. Један бубрег садржи хиљаду нефронима. Свакога дана бубрези филтрирају 180л крви и стварају између 1 500mл чисте мокраће. У гломерулима крв је филтрирана осмозки: Крв се одваја од воде, биолоских и минералних материја. Примитивни урин се креће кроз систем цевчица (проксимална тубула, Xелнина петља, дистална тубула) где је обогаћена различитим минералним и биолоским састојцима који је организам скупио (вода, глукоза, а посебно минерална сол).
Феномен излучивања и реабсорбације, контролисана је различитим хормонима: антидиуретски хормони, кортизол и Ренин-ангиотензин, који је у саставу Ренин-ангиотензин система. Целокупна мокраћа је груписана у Белиновој туби све до бубрежних чашица па до уретре. Притом се прелива у бешици. Када је бешика пуна до једног нивоа, нагон за мокрење се шаље до мозга како би се испразнила у виду мокрења.

### Количина
Продукција урина је непрестана, у једном дану човек произведе око 1,5 до 2л урина (Диуреза)
Током живота човек произведе 40 000 литара мокрање, од које може да се напуни базен.

### Аномалије
Појачана диуреза (преко 2 l) зове се Полиурија. Смањена диуреза (испод 0,5 l) зове се олигурија. Анурија представља мању количину, излученог урина, од 100 ml, у току 24 h.
Паруресија или ’’стидљива бешика" је фобија од које особе не могу да мокре у присуству других особа.

## Опис

### Састав
Урин се састоји од 30 000 хемијских састава.
(количина састојака је код особе без анималија)
- 95% вода
- 2% органских једињена:
  - уреа 2%
  - креатинин 0,1%
  - уринска киселина 0,03%
  - хипуринска киселина
  - уробилин
  - потасијум 0,6%
  - хлор 0,6%
  - Сумпор 0,18%
  - Натријум 0,1%
  - фосфор
  - угљеник
  - Амонијак NH4 +
  - Калцијум 0,015%
  - Магнезијум 0,01%
  - Минерали: њихова количина зависи од хране и од неких физиолошких промена.
  - Тохини, филтрирани од стране бубрега и катаболички неактивни лекови који су конзумирани од стране човека

### Анормалне појаве у урину
- - Хемоглобин (говоримо о хемоглубинурији)
  - Црвена крвна зрнца (говоримо о хематурији)
  - Протеини (говоримо о протеинурији)
  - Глукоза (говоримо о гликозурији)
  - Албумини (говоримо о албуминирији)
  - Порфирин ( говоримо о порфирији)
  - Кетонско тело (У случају великог напора или дијабетеса)
  - Дериват фениланалина (говоримо о фенилкетонурији)

ПАЖЊА неки од ових супстанци се могу наћи у виду трагова, што не мора да значи да се ради о болести, све док је ниво једињења на нормали.
Урин је стерилна течност, све док не дође до уринарне инфекције и нема мирис. Стерилност урина је јако релативна. Све док су леукоцити <10 000/ml и бацили 1 000/ml, мокраћа остаје стерилна, изнад овог броја говоримо о уринарној инфекцији. После елиминације урина, може се осетити јак мирис, принципално због декомпозиције уреаеамонијака и нитрата а и различитих бактерија.
Пш вредност урина варира између 4,6 и 8. Већином је кисела тако да је вредност испод 7. Особе које болују од хиперурикемије (велика киселост мокраће) може доћи до стварања камена у бубрегу, уретре или бешици.

### Боја
Код здраве особе, боја мокраће је жућкасто ћилибарска. Посветљује у зависности од њене хидратације која варира током дана и током активности.
Различите храњиве супстанце могу променити боју мокраће.
У ком случају да је мокраћа учестало 100% безбојна, требало би се посаветовати са лекаром, јер се може радити о дијабетесу или инсипни дијабетес.

### Мирис
У почетку мокраћа нема мирис, све док се не ослободи амонијак. 
У ком случају да се осети мирис амонијака у почетку мокрења, то је првобитан знак уринарних инфекција.
Мирис урина може бити промењен конзумирањем неке врсте хране, као на пример шпаргла, која може дати јак мирис урину.

## Анализа
Како би се контролисао рад уринарног система, доктор може преписати анализу урина и њене параметре као и потрази за герме. Заједно са вађењем крви доктор може уочити различите проблеме у организму и његово излечење.
Већина лабораторија користи колорични тест, довољно је ставити неколико капи течности теста у урин и ако се боја драстично промени тест је позитиван. Понекад је мокраћа праћена под микроскопом како би се уочили, кристали, каменац и остала штетна једињења.

## Коришћење
- - Астеци су је користили за чишћење ране и спречавању инфекције.
  - До XIX века, људи су користили мокраћу као сапун због њене велике концентрације амонијака.
  - Неки људи пију њихов урин, поготово јутарњи због његове концентрације, неки терапеути мисле да имају добротворна дејства.
  - сексуална егзитација, уролагнија